# Brunhilda
Brunhilda od Austrazije (Toledo, 543. – 613.) je bila kraljica franačke Austrazije i vizigotska kraljevna, kći vizigotskog kralja Atanagilda i njegove žene Gosvinte. Udala se za franačkog kralja Austrazije, Zigeberta I., sina franačkog kralja, Klotara I. Sudjelovala je u sukobima i ratovima protiv Neustrije, izazvanim umorstvom njene sestre, Galsvinte, žene Hilperika I., neustrijskog kralja. Bila je regent Austrazije i Burgundije. Iako s početka njene vladavine poznata kao liberalna vladarica i veliki političar, Brunhilda je kasnije postala sinonim surovosti i škrtosti.
Kraljica Brunhilda je umrla 13. listopada 613. godine. Njeni posmrtni ostatci su spaljeni, a njen pepeo je položen u sarkofag u opatiji San Martin koju je ona osnovala 602. godine. Danas njeni posmrtni ostaci počivaju u avinjonskom muzeju.